# Whinburgh and Westfield
Whinburgh and Westfield – civil parish w Anglii, w hrabstwie Norfolk, w dystrykcie Breckland. Leży 23 km na zachód od Norwich i 147 km na północny wschód od Londynu. W 2001 miejscowość liczyła 307 mieszkańców.